# Helstorfer Kirchfriedhof

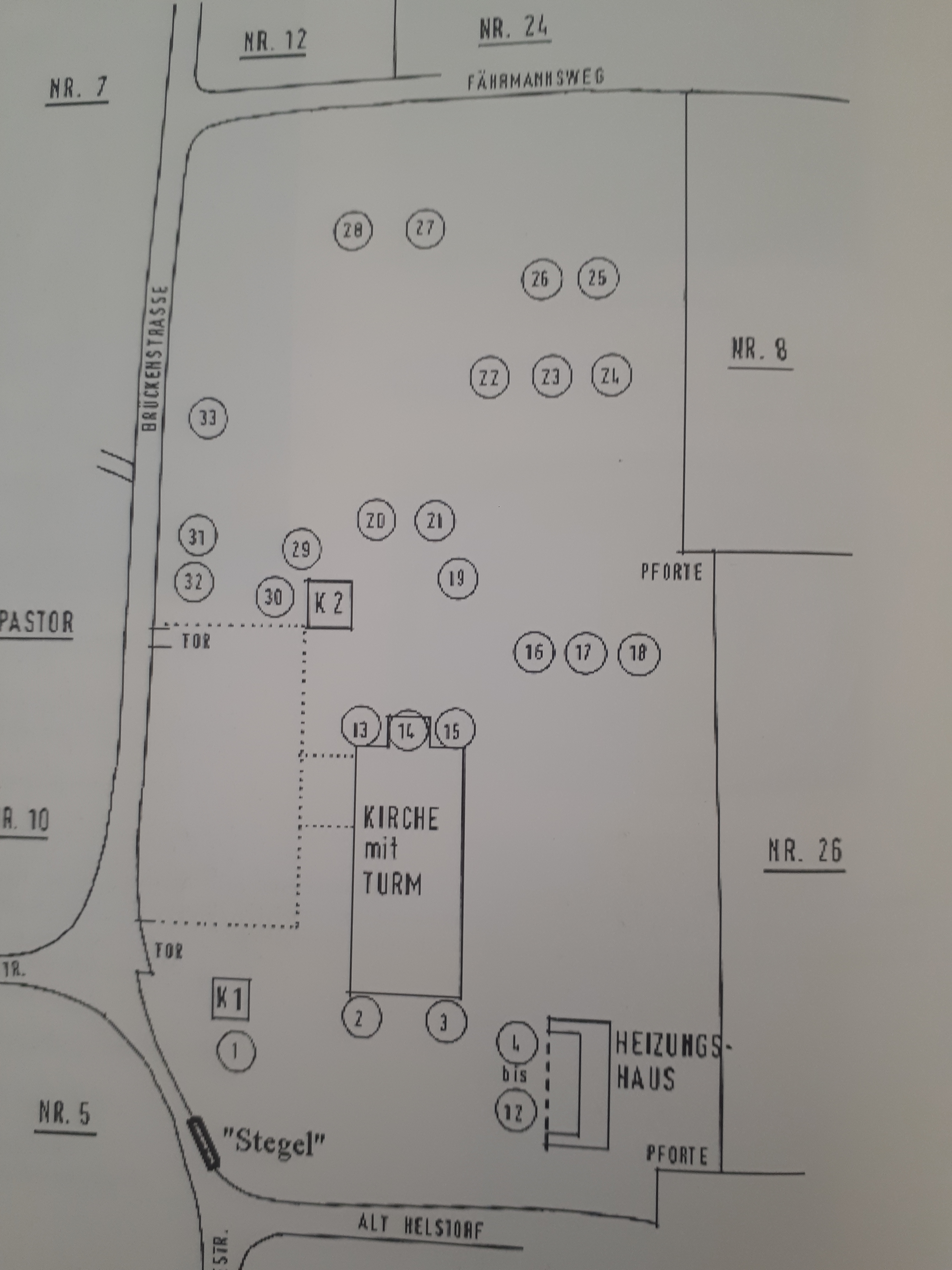
Plan des alten Helstorfer Friedhofes

Der Helstorfer Kirchfriedhof ist ein denkmalgeschützter und bereits im Mittelalter angelegter Kirchhof des ehemaligen Dorfes Helstorf bei Neustadt am Rübenberge. Standort der Anlage ist die Brückenstraße 10 des Ortes.

## Geschichte und Beschreibung
Der Helstorfer Kirchfriedhof umfasst die wohl schon im 13. Jahrhundert errichtete und 1438 erstmals als „Helstorpe kerkhere“ erwähnte erste Kirche des Dorfes, die 1751 einem Neubau wich. Eine steinerne Umfassungsmauer markiert noch den Verlauf den historischen Kirchfriedhof. Im Jahr 1855 wurde der Friedhof bis zum Fährmannsweg verlängert.Die letzte Bestattung fand 1888 statt, seitdem wird ausschließlich der Friedhof Helstorf zur Bestattung genutzt. Während der Weimarer Republik wurde der aufgelassene Kirchfriedhof um ein Mahnmal zum Gedenken an die Opfer des Ersten Weltkrieges ergänzt.
Entsprechend der Tradition der Sepulkralkultur trägt das eiserne Tor der 1882 datierten Pforte den lateinischen Schriftzug „in pace“.
Der Kirchfriedhof weist zwischen einem lockeren Bestand von Eichen einige frei stehende Grabmale in Form von „barockisierenden Stelen“ auf. Diese stammen zumeist aus dem 19. Jahrhundert.
1978 wurden einige witterungsgefährdete barocke Grabstelen unter das Vordach des Heizhauses östlich der Kirche versetzt.
Mit seinen vielfältig erhaltenen Grabsteinen ist der Kirchfriedhof ein Zeugnis der protestantischen Sepulkralkultur des 17. bis 19. Jahrhunderts.
Kulturell und regionalhistorisch von besonderem Interesse sind die Grabsteine der "Kehrbach-Kinder" (Nr. 12) und der Grabstein Thising (Nr. 22).
| Nummer gem. Plan | Bild Vorderseite | Beschriftung Vorderseite | Bild Rückseite | Beschriftung Rückseite | Bemerkungen |
| ---------------- | --- | --- | --- | --- | --- |
| K1               | Gefallenendenkmal 1. Weltkrieg Helstorf | 1914–1918 EHRE DEN TAPFEREN SÖHNEN DER KIRCHENGEMEINDE HELSTORF, DIE IM WELTKRIEG FÜR VOLK UND HEIMAT STARBEN. VERGIß MEIN VOLK DIE TREUEN TOTEN NICHT. IHR SÖHNE DEUTSCHER ERDE SEID WÜRDIG EURER VÄTER. VERWEILE UND GEDENKE. | entfällt | | Eingeweiht am Totensonntag 1929. Quader aus Feldsteinen zusammengesetzt. Das Foto zeigt die Seite auf der man sich dem Denkmal nährt, an den Seiten sind die Gefallenen der unterschiedlichen, zur Kirchengemeinde, gehörenden Orte mit Regiment verzeichnet.       |
| K2               | | VERGIß NICHT DIE TOTEN DES KRIEGES 1939–1945 GEFALLEN; VERMIßT UND ALLE IN GOTTES HAND | Gefallenendenkmal 2. Weltkrieg Helstorf Rückseite | keine | Eingeweiht im Oktober 1957. Drei Tafeln als Relief geschnitten oben in den Rundungen der Vorderseite ein Kreuz, ein Herz, ein Anker (vgl. 1 Kor 13,1–13 EU). |
| 1                | Grabmal des H. F. Beckfeld | H.F. BECKEFELD GEB. 3. MAERTZ 1773 GEST 11. JUNI 1814 FRÜHER IM 1. HUS. REG. DER K[öniglich]. D[eutschen]. Legion | | Dem tapferen Krieger - sein König! | Das Grabkreuz wurde für H. F. Beckfeld aus Abbensen (Wedemark) gesetzt. Er war Bursche Wellingtons und nahm in dieser Funktion an den Befreiungskriegen teil. |
| 2                | Grabmal Johann Schröder | PSALM 4 ICH LIEGE UND SCHLAFE / GANTZ MIT FRIEDEN DENN ALL-/ LEIN DU HERR HILFFST MIR DAS/ ICH SICHER WOHNE | entfällt | entfällt | Höhe ca. 2,4 m, Breite 0,8 m. Grabmal des Johann Schröder - Anfang des 18. Jhd. - Lebensgroße Darstellung des Verstorbenen mit Hut, Mantel und Schnallenschuhen. |
| 3                | Grabstein des Diederich Frerking | AO 1658 / IST DER EHR UND ARBEITSAME DIEDERICH FRERKING GE / BOREN, UND AO 1709 GESTORBEN SEI / NES ALTERS 51 JAHR / SEINE LIEBE EHEFRAU ANNA FEDDERLERS IST / A/ 1650 GEBOHREN, UND / SEELIG IN GOTT ENTSCHLAFEN AO 1700 IH / RES ALTERS 50 IAHR / GEZEUGET / 1 TOCHT. | entfällt | unleserlich | Grabmal des Diderich Frerking (geb. 1658 - gest. 1709) und seiner Frau Anna Feddelers (geb. 1650 - gest. 1700) - Anfang des 18. Jhd. - Kruzifixdarstellung, linke Seite ein Mann, rechte Seite zwei Frauen unterschiedlichen Alters. Höhe ca. 2,10 m, Breite 0,7 m. |
| 4                | Grabstein des Luder David Pfingsten | HIER RUHT IN GOTT U. WARTET AUF DIE AUFERSTEHUNG SEINES LEIBES DER WEIL. EHR. U. WOHLACHTBARE LUDER DAVID PFINGSTEN WOHLBE... EINWOHNER U. GASTWIRTH... HELSTORF WELCHER AO 1709 D. 5. JULI IN MANDELSLO GEBOREN AO. 1740 MIT DER EHR. U. TUGENDSAMEN ANNA CATHARINA OEHLERKING GEBÜRTIG AUS HELSTORF IN DEN HEILIGEN EHESTAND GETRETEN, IN SOLCHER EHE NUR 4 JAHR GELEBET, DARIN 2 SÖHNE NAMENS JOHANN HINRICH LUDOWIEG U. JOHANN HENNING WOVON JENER SEINEM VATER IN DIE EWIGKEIT VORGEGANGEN, ERZEUGET. WORAUF ER ENDLICH SELBST Ao. 1744 D. 22. OCT. ABENDS UM 7 UHR DIE SCHULD DER NATUR BEZAHLET SEINES ALTERS 35 JAHR U. 3 MONATE. | entfällt | LEICHEN TEXT / MATTH. XVIII. 28. / BEZAHLE MIR WAS DU MIR SCHULDIG BIST. / GRAB SCHRJIFT / HIER RUHT IN SEINER RUH EIN MANN NOCH IUNG VON JAHREN / DER GUTES IN DER WELT, NOCH BÖSES MEHR ERFAHREN / DIE SCHULD IST NUN BEZAHLT, DIE ADAM AUF IHN BRACHT / U: DIE ER SELBST DA ZU DURCH SÜNDE HAT GEMACHT / SEIN ANWALT IESUS CHRIST HAT SCHULD U. STRAF / VERGLICHEN / U. GAR MIT SEINEMBLUT / DIE HANDSCHRIFFT DURCHGESTRICHEN / SO WEINT BETRÜBET NICHT. EUR MANN EUR SOHN u. VATER / DER HINTERLASSET EUCH DEN HÖCHSTEN ZUM BERATHER / GOTT IST DER WITTWEN MANN. SEIN SOHN DES SÖHNLEINS SCHILD / DER HEILIGE GEIST MIT TROST DER ELTERN ERFÜLLT / SPRECHT NUR DIEWEIL IHR LEBT IN DIESEM WELTGETÜMMEL / DEM SEELIGEN MANNE NACH: ICH WILL WOHIN? ZUM HIMMEL // JOH. H. LEO PAS. // LUDOLF WILHELM HÖYER | David Luder Pfingsten (05.07.1709-22.10.1744); Höhe ca. 2 m, Breite 0,96 m. |
| 5                | Grabstein des Cordt Frerking | CORDT FERKING / IN WARMELOH IST GE. / BOHREN ANNO 1618 SEL. / GESTORBEN ANNO 1686 / SEINES ALTERS 68 JAHT / ANNA STÜNKELS . IST GEBOHREN IN STÖCKEN / DRÄBER ANNO 16__ / IHRES ALTERS __ JAHR. / IM EHESTAND GELEBET / 37. JAHR DARIN GEZAEU / GET 4 SÖHNE UND 2 / TÖCHTER NAMENS / HENING, CORDT / DIEDERICH ?? | entfällt | IOHANN V. / CHRISTUS SPRICHT / ES KOMPT DIE STUN / DE IN WELCHER ALLE / DIE IN DEN GRABERN SIND WERDEN / SEINE HOREN | Cordt Frerking (1618–1686) und seiner Frau Anna Stünkel (1619 – ???); Höhe ca. 2 m, Breite 0,71 m. Im Bildteil Kruzifix mit Darstellung der Kinder und des Ehepaares.                                                                                               |
| 6                | Grabstein des Heinrich Backhaus | ALHIE RUHET / IN GOTT HEINRICH / BACKHAUS EIN MEY- / ER AUS WARMELOH / WELCHER GEBOREN / AO 1656. UND GESTORBEN / 17__ SEINES ALTERS __ IAHR SEINE EHEFRAU CATARINA HEINEMANS IST GEBOHR./ 1669 UND GESTORB. 1739 IHRES ALTERS 70 JAHR / ZUSAMMEN IN DER EH-/ LEBET 44 JAHR U. GE. / ZEUGET 3 SÖHNE U 3 TÖCHTER. | entfällt | PSALM 92, V 14, 15 | Grabmal des Heinrich Backhaus (1656–17??) und seiner Frau Catrina Heinemans (1669–1739) - Kruzifixdarstellung, linke Seite vier Männer unterschiedlichen Alters, rechte Seite vier Frauen. Höhe ca. 2,18 m, Breite 0,79 m.                                          |
| 7                | | HIER RUHET JOHANN HENNIG / FREERCKING IST 1711 D. ". FEB. / ZU WARMELOH GEB: UND 1766 / D. 27 OCTB. GESTORB. / UND FRAU CATHARINA ELI. / SABETH FREERCKING. GEB. / GLEUEN IST 1717 ZU ESPERCKE D. 5 OCTOB. GEB. __ / JOHANN CORDT FRK. IST GEB. 1741 / D. 29 IUNY UND GEST: 1742 D.6 / MAY. MARGARETA ELISABETH FRK. IST GEB. 1736 D. (?) OCT UND GEST 1750 / D. 14 SEPT | entfällt | LEICH TEX LUCA C: 11. V: 29 / HERR NUN LAESSEST DU DEINEN / DIENER IM FRIEDEN FAREN / TEAX MATTEI C: 21 V: 38 / ... / TEX BUCH DER RICHTER C: 11. V: 35 / ... / TEX IEREMIA C: 31. V: 3 / ... / | Grabmal des Johann Henning Freercking (2.11.1711-27.10.1766) und seiner Frau Catharina Elisabeth Freercking geb. Gleuen (05.10.1717 – ???) - Höhe ca. 2,18 m, Breite 0,79 m.                                                                                        |
| 8                | Grabstein des Johann Henning Freercking | ANNO 1649 / DEN 21. NOVEMBER / IDER DER EHRBAT UND / WOHLGEACHTER HINRICH / ÖHLERKING ZU VESBEK / AUF DIESE WELT BEGOHRN / 16_ SELLIG IN GOTT / ENTSCHLAFEN SEINES ALTERS __ JAHR (unleserlich) | entfällt | unbekannt | Barockbekröntes Grabmal mit Kruzifix im Sockel Inschriftenkartusche Grabmal des Hinrich Öhlerking (1649 – ?) und seiner Frau Engel geb. Dengers (1661 – ?) - Höhe ca. 2,65 m, Breite 0,92 m.                                                                        |
| 9                | | ANNO 1634 IST / DER EHRBAR UND WOHLGEACHTER HANS HEMMEN AUF DIESE / WELT GEBOHREN: Aó 170_ IST ER SEE- / LIG IN DEN HERRN ENTSCHLAF- / FEN SEINES ALTERS __ IAHR / Aó 1639. IST SEINE LIBE HAUSFRAU / MARGARETA BARTLINGS AUF DIE / SE WELTGEBOHRE: Aó 1708 IST SIE 7 IN DEM HERRN JESU SEELING ENT / SCHLAFEN IHRES ALTERS 69 IAHR UND HABEN IN EH / STANDE GELEBET 43 / IAHR UND DARIN GEZEUGET 6 SÖHNE UND / 3 TÖCHTER | entfällt | PSALM AM 73 / HERR WENN ICH / NUR DICH HABE SO FRA / GE ICH NICHTS NACH HIM / MEL UND ERDEN WENN / MIR GLEICH LEIB UND / SEELE VERSCHMACHTET SO / BISTU DOCH GOTT ALLEZEIT / MEINES HERZENS TROST / UND MEIN THEIL / DAS IST MEINE FREUDE / DAS ICH MICH ZU GOTT / HALTE UND MEINE ZUVER / SICHT SETZE AUF DEN / HERRN, HERRN, DAS / ICH VERKUENDIGE AL / LEIN DEIN THUN | Barockbekröntes Grabmal mit Kruzifix im Sockel Inschriftenkartusche Grabmal des Hans Hemme (1634 – ?) und seiner Frau Margareta geb. Bartlings (1639–1704) - Höhe ca. 2,15 m, Breite 0,88 m.                                                                        |
| 10               | | Zwei Inschriftenkartuschen im oberen Teil mit Kruzifix und Darstellung der Familie. ICH LIEGE UND SCHLAFE / GANTZ MIT / FRIEDEN // DEN DU / HERR HILFEST / MIR DAS ICH SICH / ER WOHNE. Untere Inschriftenkartusche unter einem Engel: UNSER LEBEN / WAHRET 70 JAHR WENS / HOCH KOMT SO SINDS 80 JAHR / HIE VON GIEBET ZEUGNIS DER VOR / DIESEN STEIN RUHENDE LEICHNAM DES / EHR UND ACHTBAR CURDT RILCKENBERG / IST AO 1667 AUF DIESE WELT ZUR TWENGE / GEBOHREN IM 27 JAHR SEINES ALTERS HAT / ER SICH INDEN HL EHESTAND BEGEBEN / MIT DER EHR UND TUGENDTSAHMEN / IJSABEY MUSMANS UND MIT DER / SELBEN EINE 20 JÄHRIGE FRIED / LICHE EHE GEFÜHRET UND ZUSAM / MEN GEZEUGET EINEN SOHN UND / EINE TOCHTER UND ER IST ANNO / 1713 IN GOTT SEELIG ENT / SCHLAFEN SEINES / ALTERS 46 / JAHR | entfällt | unbekannt | Grabmal des Curdt Rilckenberg (ca. 1667 - gest. ca. 1713) - Höhe ca. 2,04 m, Breite 0,86 m. |
| 11               | | Aó 1671 D__ IST IOHANN HEMME / ZU REHREN IM AMBT RODENBERG / VON CHRISTLICHEN ELTERN AUF DIESE / WELT GEBOHREN, UND Aó 1703 D__ / BEY SEINEN VERTTERN HANS / HEMMEN IN HASLTORF SELIG IM HERRN / ENTSCHLAFEN SEINES ALTERS 32 IAHR. | entfällt | PSALM AM 4. 7 ICH LIEGE UND SCHLAFE GANTZ MIT FRIEDEN / DENN ALLEIN DU HERR / HILFST MIR DAS ICH / SICHER WOHNE. | Grabmal des Johann Hemme (1662 - gest. 1703) - Lebensgroße Darstellung in Tracht Höhe ca. 2,0 m, Breite 0,73 m. |
| 12               | | Aus dem Himmel ragende Arme legen den Kindern Kränze auf die Köpfe. Zwei Inschriftenkartuschen, obere Inschriftenkartusche: DENKMAHL D. STERBLICHKEIT / AN 3 UNMÜNDIGEN KINDERN / CHRISTLICHER ELTERN NEML. DES / EHR. U. ACHTB. CORD. HINRICH / KEHRBACHS WOHLBENAHMTEN / EINWOHNERS U. HAUSW. ZU RODENBOS / TEL, UND DER EHR UND TUGENDSAMEN FRAU / ILSEN MARGARETHEN RIECKEN-/ BERGS, GEBÜRTIG AUS RODENBOSTEL, / SO IN FRÜHEN LENTZEN ERBLASSET. ALS. FOLG. Untere Inschriftenkartusche in 3 felder geteilt. Feld links: DAS TÖCHT-/ TERLEIN ILSA / MARIA K. / SO GEBOHREN / A. 1753 d: 4. OCT. / UND GESTORBEN D. 8. OCT / 1754 ALT. 1. / JAHR Feld Mitte: DAS TÖCHTERL: / GLEICHES NAH-/ MENS ILSA MARIA KEH: / SO GEBOHREN / A. 1755 D. 26. MAI / GESTORBEN D. / 26. APRIL 1756 / ALT 1 JAHR 4 / WOCH Feld rechts: DAS SÖHN. / LEIN. CORD / JÜRGEN / KEHRBACHS / IST GEBOHREN / A. 1757 D. 26. / JAN. GESTORB / D. 26. NOV. 1758 / ALT 1 JAHR 1 MO | entfällt | I LEICH. TEXT 7 ECCL. VII: 2 / DER TAG DES / TODES IST BESSER WIE / DER TAG DER GEBUTH / GRABSCHRIFT / VERZIEH DU WANDERS / MANN, TRITT HER ZU / DIESEN GRABE. HIER FINDEST DU DEN REST / VON EINEM TÖCHTERLEIN. / DER ELTERN SÜSSE LUST, / DES ALLERHÖCHSTEN GABE. / WIRD HIER DER WÜRMER KOST / WIE SCHMERZLICH MUS DAS SEIN / DOCH WEINT BETRÜBTE NICHT. / DER TODES TAG IST BESSER / ALS DER GEBUHRTS-TAG WAR / DORT WIRD DIE FREUDE GRÖSSER / SO WEINT BETRÜBTE NICHT. / ACH KÖNTET IHR DOCH SEHEN, WIE WOHL UND ÜBER WOHL / FÜR TÖCHTERLEIN GEWEHLT. / IHR WÜRDET SELBST MIT LUST. / ZUR HIMMELSHOCHZEIT GEHEN / DA SICH EÜR KIND SO FRÜH. U. / GLÜCKLICH HAT VERMAEHLT. / GÖNNT DAN DER JUNGEN BRAUT / DIE SÜSSEN LIEBESBLICKE. / WOMIT SIE JESUS LABT. UND / WÜNSCHT IHR TAUSEND GLÜCKE // II LEICH. TEXT / JOB I. V. 21 / DER HERR HATS GE-/ GEBEN DER HERR HATS GE / NOMMEN, DER NAHME: / GRABSCHRIFT. / SCHAUT EINE JESUS / BRAUT. VERLASST DAS / WELT GETÜMMEL. / UND EILET SEHNSUCHTSVOLL / ZU JENEM FREUDENHIMMEL. / DER BRAEUTIGAM HAT SICH / IHR IN EWIGKEIT VERTRAUT. / WAS WEINT IHR ELTERN DANN. / UM EINE JESU-BRAUT. / WIE GLÜCKLICH REICH U: WOHL / HABT IHR EUER KIND VERMAELET / AN EINEN SOLCHEN HERRN / DEN ES AN KEINEM FEHLET. / DRUM SPART DIE TRAENEN NUR / HÖRT WAS DER BRAEUTIGAM SPRICHT. / GÖNNTMIR DOCH MEINE BRAUT / IHR ELTERN WEINET NICHT, / SO WEINT BETRÜBTE NICHT. / PREIST GOTTES WUNDER THATEN / DER EUER KIND SO FRÜH, UND / AUCH SO WOHL BERATEN / IHR WERDET SIE DER EINST / IN DEN GESTIRNEN HÖHN / ALS EINE JESUS-BRAUT: / IN JESU ARMEN SEHN. // III LEICH. TEXT / PSL: CIII. 15. / DER MENSCH IST IN SEINEM LEBEN WIE GRASS / UND BLÜHET WIE EINE BLUME AUF DEM FELDE. / GRABSCHRIFT. / EIN SÖHNLEIN FÜLLET DIESES GRAB. / SO VIELE HOFFNUNGEN GAB. / DEM ELTERN IST SEHR WEH GESCHEHEN. / GROSS-MUTTER WILL FÜR LEID VERGEHEN / DOCH WISCHT DIE TRAENEN AB. / BENETZT NICHT DIESES GRAB. / DAS BLÜMLEIN IST DAHIN VERSETZT. / WO ES KEIN STUMPF VERLETZT. / ES PRANGT IN JENEM PARADIES. / AUF DER BEBLÜMTEN HIMMELSWIESE. / GOTT TRÖSTET UND ERGETZT. / WAS ER IN LEID GESETZT. / SO GEBT DANN GOTT WAS GOTTES IST. / ZU DIESER FRIST. / DIES SAG ICH EUCH ZULETZT. / J. H. LEO. PAST: | Grabmal der Kehrbach-Kinder, verstorben zwischen 1754 und 1758 - Lebensgroße Darstellung in Tracht Höhe ca. 2 m, Breite 0,86 m. |
| 13               | | Unter einem Bogen von zwei geflügelten Engelsköpfen ein Kruzifix, der Verstorbene kniet auf einem Polter und betet es an. Umlaufende Inschrift: ALSO HAT GOTT DIE WELT GELIEBET DAS ER SEINEN EINGEBORENEN SOHN GAB AUF DAS ER ALLE, DIE AN IHN GLAUBEN NICHT VERLOREN WERDEN SONDERN DAS EWIGE LEBEN HABEN JOHANNIS 3 Unter dem Mittelfeld die Inschrift: TÖNNES BÖHME / IST GEBOREN ANNO 1583 / GESTORBEN AO 1657 DEN I. 8. BRIS SEINES ALTERS LXXVIII JAHR / RUHET HIE IN / CHRISTO | entfällt | entfällt | Grabplatte, die bei Arbeiten am Turm 1958 gehoben wurde. Höhe 1,90 m, Breite 1,15 m |
| 14               | Turm der Kirche. Beim Bau und späteren Sanierungsarbeiten wurden zahlreiche Grabsteine als Bruchsteine für das Fundament verwendet, dies ist durch Inschriften an den Fundamentsteinen heute noch erkennbar. | Turm der Kirche. Beim Bau und späteren Sanierungsarbeiten wurden zahlreiche Grabsteine als Bruchsteine für das Fundament verwendet, dies ist durch Inschriften an den Fundamentsteinen heute noch erkennbar. | Turm der Kirche. Beim Bau und späteren Sanierungsarbeiten wurden zahlreiche Grabsteine als Bruchsteine für das Fundament verwendet, dies ist durch Inschriften an den Fundamentsteinen heute noch erkennbar. | Turm der Kirche. Beim Bau und späteren Sanierungsarbeiten wurden zahlreiche Grabsteine als Bruchsteine für das Fundament verwendet, dies ist durch Inschriften an den Fundamentsteinen heute noch erkennbar. | Turm der Kirche. Beim Bau und späteren Sanierungsarbeiten wurden zahlreiche Grabsteine als Bruchsteine für das Fundament verwendet, dies ist durch Inschriften an den Fundamentsteinen heute noch erkennbar.                                                        |
| 16               | | HIER RUHT IN GOTT DIE EHEFRAU DOROTHEA SCHRADER GEB. KLINGEMANN AUS ABBENSEN GEB. 7. OCT. 1845 GEST. 10. APR. 1874 …. unleserlich | | VIELE ARBEIT VIELE FREUDEN WAR IHR GANZES LEBENSLOOS, GOTT NUR GIB UNS, WENN WIR WEINEN, DENN WIR STEHEN HIER OHNE TROST, DOCH WIR GÖNNEN IHR DEN FRIEDEN, VATER LINDRE UNSERN SCHMERZ, ZU SCHNELL IST SIE VON UNS GESCHIEDEN, DIESES TREUE UND GUTE MUTTERHERZ. | Grabstein der Dorothea Schrader geb. klingemann aus Abbensen (7.10.1845–10.4.1874) |
| 17               | | HIER RUHT IN GOTT JOHANN FRIEDRICH OEHLERKING GEB. ZU WARMELOH AM 29. AUG. 1813 GEST. AM 29.2:1888 | | SEELIG SIND DIE TOTEN, DIE IN DEM HERRN STERBEN, VON NUN AN OFFENB. JOH. 14,13. | Grabstein des Johann Friedrich Oehlerking (29.8.1813–29.2.1888) |
| 18               | | HIER RUHT IN GOTT JOHANN HEINRICH WILHELM OEHLERKING GEB. ZU WARMELOH AM 21. DECBR. 1811 GEST. AM 7: DECBR. 1880 | | DU WIRST UNS UNVERGSSLICH SEIN, DEIN HERZ WAR STREBEND, FROMM UND REIN, GOTT REICHTE DIR DIE PALME ZU, UND RIEF: KOMM AUCH IN´S LAND DER ROH. | Grabstein des Johann Heinrich Wilhelm Oehlerking (21.12.1811-7.12.1880) |
| 19               | | Ao. 16__ DEN____ IST DER EHRBAR/ UND WOHLGEACHTETE JOHANN HESPER / IN GOTT SEELIG ENTSCHLAFEN SEI / NES ALTERS __ IAHR. SEINE LIEBE / HAUS FRAW, DIE EHR. UND TUGENT 7 SAME MARGARETHE FETTELERS 7 IST Ao. 1662 DEN 7. MARCI IN GOT 7 SELIG ENTSCHLAFEN IHRES ALTERS /75 JAHR GOTT VERLECHE IHNEN / EINE FROLLIGE AUFERSTEHUNG / ZUM EWIGEN LEBEN AMEN. | | IOHANN. AM. 3 ALSO HAT GOTT DIE WELT GELIEBET, DA ER SEINEN EINGEBOREN SOHN GAB AUF DAS ALLE DIE AN IHN GLAUBEN NICHT VERLOREN WERDEN SONDERN DAS EWIGE LEBEN HABEN AUF GOTT DEN HERRN DER ALLES ERHELDT HABE ICH ALLE MEINE SACHE GESTELLET. | Grabmal des Johann Hesper und seiner Frau Margarete (gest. 7.3.1662) Kruzifixdarstellung unter barockem Volutengiebel, linke Seite ein Mann, rechte Seite eine Frau, anbetend vor einer stilisierten Landschaft. Höhe ca. 1,27 m, Breite 0,55 m.                    |
| 20               | | HIER RUHT IN GOTT DIE JUNGFRAU FINE SCHRADER AUS ABBENSEN GEB. DEN 3. JUNI 1845 GEST. DEN 14. JULI 1864. - SIE WAR DER ELTERN GRÖßTE LUST, GESCHWISTER HÖCHSTE FREUD. NUR GOTT ALLEIN IST ES BEWUßT, WOZU DIES STILLE LEID. | | NICHT EWIG SOLL ICH HIER VERWESEN, DAS IST ES, WAS MICH MIT TROST ERFÜLLT, ZUM LEBEN BIN ICH AUSERLESEN, WENN AUCH DAS GRAB DEN LEIB UMHÜLLT. DU GEHST EIN ZUR SELGEN RUH, RUFT MIR AM GRAB DER HEILAND ZU! | Neugotischer Grabstein für Fine Schrader (3.6.1845–14.7.1867) |
| 21               | | HIER RUHT IN GOTT HEINRICH CHRISTIAN WILHELM SCHRADER AUS ABBENSEN, GEB. D. 6. NOVEMBER 1817 GEST. d: 14. JULI 1878 - WAS UNSER VATER UNS GEWESEN DAS SAGT NICHT .... LEICHENSTEIN AUCH MIT_ UND NACHWELT SOLLEN LESEN, DAS WIR MIT EWIG DANK IHM WEIHN. | | FRIEDE SEI MIT DEINER ASCHE, FRIEDE! FREUDIG, VATER GINGST DU EIN ZUR RUH! DENN DER ERDE KAMPF UND PLAGE MÜDE EILEST DU DER BESSREN HEIMATH ZU. MIT DEM TROST VERHEIßEST DU DEN DEINEN GOTT WIRD IM HIMMEL UNS NEU VEREINEN. | Neugotischer Grabstein für Heinrich Christian Wilhelm Schrader (6.11.1817–14.7.1878) |
| 22               | | Im oberen Teil ein Kreuz. Im unteren Teil: HIER RUHT DER SCHMIEDE CORPORAL VON CAVALL. DRAGONER RGT. FRIEDRICH LUDWIG THISING GEB. ZU VESBECK DEN 17. AUGUST 1814. SCHWER VERWUNDET IN DER SCHLACHT VON LANGENSALZA 27. JUNI 1866 DARAN GEST. 16. MÄRZ 1867: | | Im oberen Teil unter einem Herz ein gekreuzter Anker und ein Kreuz Im unteren Teil ein springender Reiter mit gezogenem Degen vor einem Wald mit fahnengeschmückten Kanonen. Inschrift: FÜR KÖNIG UND VATERLAND HAST DU DEIN BLUT VERGOSSEN / NUN RUJE HIER UND SCHLAFE SANFT / BIS GOTT DICH AUCH WIRD AUFERWECKEN | Ausgestaltung des Grabmales identisch zu 23 und 24. Erinnert an einen später an seinen Verwundungen gestorbenen Teilnehmer der Schlacht bei Langensalza |
| 23               | | HIER RUHET DIE EHRSAME CATHARINA DOROTHEA EVERS AUS VESBECK, GEB. OEHLERKING ZU WARMELOH, GEB. 27. MÄRZ 1818 GEST. 6. MÄRZ 1871 RUHE SANFT | | Im oberen Teil unter einem Herz ein gekreuzter Anker und ein Kreuz. Im unteren Teil: UNSER VATER UND MUTTER HABEN UNS VERLASSEN ABER DER HERR NIMMT UNS AUF. _ FRÜH WARST DU, LIEBE MUTTER UNS ENTRISSEN, DEM VATER FOLGTEST DU BALD IN DIE EWIGKEIT. DORT IN DEM SCHÖNEN HIMMEL WIRST DU NUN GENIEßEN, MIT ALL DEN GÄUBIGEN DIE FROHE SELIGKEIT. FÜHR DU UNS GOTT UNS ARME WEISENLEIN, WENN UNSER LAUF VOLLENDET IN DEN HIMMEL EIN | Grabstein der Catharina Dorothea Evers (27.03.1818–27.03.1871) |
| 24               | | Stark verwittert, jedoch lesbar: ..... JOHANN HEINRICH EVERS A. VESBECK GEB. D. 11. AUG. 1811 VEREHEL. D. 18. SEPT. 1848 GEST. D. ...1864 | | Im oberen Teil unter einem Herz ein gekreuzter Anker und ein Kreuz. Im unteren Teil: SCHLAFE SANFT DU GUTER VATER, SCHLAFE IN DES GOTTES NACHT, BIS AUCH UNS DIE STUNDE RUFET, EINZUGEHEN ZUR EWGEN PRACHT _ IST NICHT DER WEISEN VATER, DER WITWEN FÜHRER GOTT? JA, ER IST IHR BERATHER, ER IST IHR FREUND, IHR HOLD! | Grabstein des Johann Heinrich Evers (11.08.1811–?.?.1864) |
| 25               | | Im oberen Mittelfeld ein Medaillon eingelassen mit einer Engelsfigur, im oberen Bereich reicher Arcanthusschmuck. HIER RUHT IN GOTT JÜRGEN FRIEDRICH HEMME, GEB. ZU DUDENBOSTEL AM 3. NOVBR. 1837 GEST. AM 3. DECEBR. 1880 | | WENN HIER VON UNS, GOTT VEREINT, DER LETZTE AUCH HAT AUFGEWEINT, DANN WIRD EIN FREUDIG WIEDERSEHEN, AUF EWIG UNSER GLÜCK ERHÖHN. | Grabstein des Jürgen Friedrich Hemme (03.11.1837–03.12.1880) |
| 26               | | Inschrift auf der Vorderseite des Steinkreuzes: HIER RUHT IN GOTT DOROTHEA MARIE STÜNKEL GEB. IN RODEWALD 15. FEBR. 1846 GEST. IN HELSTORF 18. ? 1877 Inschrift auf dem Steinsockel: VATER, WENN DIE KINDER FRAGEN, WO IST DENN DIE MUTTER HIN, WENN SIE WEINEND UM MICH KLAGEN, SAG DAß ICH IM HIMMEL BIN. | | Inschrift auf der Rückseite des Steinkreuzes: SCHEIDEN IST UNSER TROST, WIEDERSEHN UNSERE HOFFNUNG | Grabstein der Dorothea Marie Stünkel (15.02.1846–18.?.1877) Steingrabmal mit Kreuz |
| 27               | | Inschrift auf der Vorderseite des Steinkreuzes: TRENNUNG, OH WIE SCHWER BIST DU Inschrift auf dem Stein: HIER RUHT IN GOTT UNSERE LIEBE TOCHTER MARIE HEMME AUS DUDENBOSTEL, GEB. ? GEST. ? | | Inschrift auf der Rückseite des Steines: EIN BITTERER TRENNUNGSSCHMERZ, DEN NICHT JEDER EMPFUNDEN, SCHLÄGT AN EUER ELTERNHERZ. HART EMPFUNDEN, TIEFE WUNDEN, DENN WER IHNEN FREUDE GAB, IST GESENKT INS KÜHLE GRAB, ELTERN KLAGE (unleserlich) TOCHTER GRAB (unleserlich) IHRE TAGE SANFT MIT IN DIE GRUFT HINAB. | Grabstein der Marie Hemme (?-?) Steingrabmal mit Kreuz |
| 28               | | Stark verwitterter Grabstein, einzig leserlich der Familienname: WOHLECKEN ... GEBOREN IN HELSTORF | | Inschrift auf der Rückseite des Steines: JEDOCH LEBEN WIR, SO LEBEN WIR DEM HERRN, STERBEN WIR, SO STERBEN WIR DEM HERRN, DARUM, WIR LEBEN ODER STERBEN, SO SIND WIR DES HERRN. RÖM. 14,8 | Stark verwitterter Grabstein, vermutlich aus der Mitte des 19. Jhd. |
| 29               | | HIER RUHT IN GOTT CAROLINE HENRIETTE WIENHÖFER, GEB. 17. DECEMBER 1842 GESTORBEN DEN 5. OCTOBER 1864. | | KURZ IST MEIN IRDISCH LEBEN, EIN BESSERES WIRD MIR GEGEBEN, GOTT IN DER EWIGKEIT: DA WIRD ICH NICHT MEHR STERBEN, IN KEINER NOTH VERDERBEN, MEIN LEBEN WIRD SEIN LAUTER FREUD. | Grabmal der Caroline Henriette Wienhöfer (17.12.1842–05.10.1864) |
| 30               | | Unter einem achteckigen Stern folgende Inschrift: HIER RUHN DIE GEBEINE DES CANTORS W.G.L. /DRÖSEMEIER / GEB. DEN 12. MAI / 1764. / GEST. / DEN 30. JULI / 1833 / ER WIRKTE DES GUTEN / VIEL IN SEINEN / 53 JAHREN / AMTSFÜHRUNG | | Unter einem Schmetterling folgende Inschrift: FRIEDE SEI UM DIESEN / GRABSTEIN, SANFTER FRIEDE GOTTES. / ACH SIE HABEN EINEN / GUTEN MANN BEGRABEN, / UND UNS WAR / ER MEHR. DEM ANDENKEN DES VERKLÄRTEN GEWIDMET / VON SEINER WITWE / UND SEINEN KINDERN. | Grabmal des Werner Georg Ludwig Drösemeier (12.05.1764–30.07.1833) Vater des Johann Friedrich Drösemeier (31), Cantor - Höhe ca. 1,33 m, Breite 0,54 m. |
| 31               | Stein Drösemeier jun. Vorderseite | Unter einem achteckigen Stern folgende Inschrift: HIER RUHET DIE / VERWESLICHE HÜLLE / DES CANTORS JOH. FR. / DRÖSEMEIER / GEB. D. 17. MÄRZ / 1796/ GEST. D. 5. JUNI 1834 / SEHR BALD FOLGTE DEM / ZUR SEITE RUHENDEN / VATER DER SOHN / UND WAR GLEICH (...) | Stein Drösemeier jun Rückseite | Unter einem Schmetterling folgende Inschrift: SCHWERE LEIDEN / LASTETEN AUF MIR UND / BRACHEN MEINE KRÄFTE / MEINES LEBENS. MEINE / HÜLLE LIEß ICH ZURÜCK, / MEIN GEIST SCHWANG / SICH AUF ZU BEßERN / SEYN UND MIR IST / SEHR WOHL. / ZUM ANDENKEN / DES VERKLÄRTEN VON / DEßEN WITWE | Grabmal des Johann Friedrich Drösemeier (17.03.1796-05-07.1834) Sohn des Werner Geord Ludwig Drösemeier (30) - Höhe ca. 1,33 m, Breite 0,54 m. |
| 32               | Stein Stolzenberg Vorderseite | Inschrift oben: WILHELM VON STOLZENBERG, GEHEIMER OBER REGIERUNGSRATH ZU STADE, GEB. ZU ISERNHAGEB AM 3: APRIL 1805 GEST. ZU GÖTTINGEN AM 21: FEBRUAR 1871. ER WAR EIN TREUER CHRIST EIN VERDIENSTVOLLER STAATSDIENER UND EIN EDLER WOHLTÄTER SEINES STAMMES. Inschrift unten: THEODOR ZU STOLZENBERG HERR AUF LUTTMERSEN, OBERST DER CAVALLERIE, GEB. ZU RETHEN AM 22. MAI 1791 GEST. ZU LUTTMERSEN AM 7. FEBRUAR 1871. ER WAR EIN GLÄUBIGER CHRIST EIN EDLER PATRIOT EIN EDLER KRIEGSMANN. EIN TREUER UND AUFOPFERNDER VATER UND GATTE WAR ER DER ERHALTER SEINES FAMILIENSTAMMSITZES. SEINE EHEFRAU VIER SÖHNE UND FÜNF TÖCHTER TRAUERN UM DEN DAHINGESCHIEDENEN. | Stolzenbergstein Rückseite | andere Seiten unbeschriftet | Gedenkstein für Wilhelm von Stolzenberg (3. April 1805-21. Februar 1871) und Theodor von Stolzenberg (22.05.1791–07.02.1871), Herren auf dem Gut Luttmersen. Sandsteinblock ca. 07 m × 0,7 m - oben aufliegend Relief eines Kreuzes.                                |
| 33               | Doppelgrabstein Sprengel Vorderseite | Vorderseite schlecht lesbar, stark verwittert. Doppelgrabstein für Dorothea Sprengel geb. 15.?.1884 gest. ?? und Jürgen Sprengel geb. 09.09.1816 gest. 05.06.18?? | Doppelgrabstein Sprengel Vorderseite | WARUM KRINEN (weinen), WARUM BANGEN WENN DES LEBENS WETTER DROHN HINTER WOLKEN AUFGEGANGEN IST DIE FREUDENSONNE SCHON, RUHIG, HERZ DU WIRST (?) SCHAUEN! RUHIG - HOFFNUNG UND VERTRAUEN LASSEN KRINEN OHNE LOHN | |